# Märzfeld
Das Märzfeld bezeichnet die jährlich im Frühjahr stattfindende Heeresversammlung bei den fränkischen Merowingern; die Bezeichnung wurde noch einmal von den Nationalsozialisten angeführt.

## Herkunft
Der Name kann auf zwei Wegen hergeleitet werden:
- Er bezieht sich auf das römische Campus Martius, das dem römischen Kriegsgott Mars geweihte Feld bei Rom, auf dem im Römischen Reich Militäraufmärsche, Militärspiele und Truppeninspektionen stattfanden.[1]
- Er bezieht sich auf den Zeitpunkt der Einberufung der Heeresversammlung im Monat März eines Jahres.[2]

Da der Monat März sich ebenfalls auf den Kriegsgott Mars bezieht, sind beide Erklärungen möglich.

## Geschichte
Das Marsfeld scheint schon bei den germanischen Stämmen eine Tradition gewesen zu sein. Es bezieht sich auf die Versammlung der kriegstauglichen Männer eines Stammes an einem Ort, der jedes Jahr neu bestimmt wurde. Im zeitlichen Ablauf des Jahres lag es vor den Kriegszügen im Sommer, so dass sich vor diesen Unternehmungen eine Musterung der Soldaten, die Beratung von Feldzügen und die Verteilung der Beute aus den Kriegszügen des vergangenen Jahres anbot. Zu diesem Anlass boten sich auch politische Demonstrationen und Ankündigungen an, waren doch alle wehrfähigen und damit politisch bestimmenden Männer versammelt.
Mit der Geschichte vom Krug von Soissons ist das Marsfeld für den Merowingerkönig Chlodwig I. Ende des 5. Jahrhunderts belegt. Später kamen zum Märzfeld nur noch die führenden Fürsten und der König zusammen, um Beschlüsse abzufassen. Lediglich zum Heerbann erschienen sämtliche Freie. Als im Frankenreich die Dynastie der Karolinger an die Macht kam, übernahm sie den Brauch des Märzfeldes. Pippin III. verlegte die Versammlung ab 755 jedoch in den Frühsommer. Sie hieß deshalb fortan Maifeld. Mit Karl dem Kahlen verschwand die Institution Mitte des 9. Jahrhunderts vollkommen.

## Spätere Verwendung
In Anlehnung an die mutmaßlichen germanischen Sitten und Gebräuche versuchten die Nationalsozialisten, die Institution des Märzfeldes als militärischer Aufmarsch- und Paradeplatz wieder zu beleben. Dazu begann 1938 im Rahmen der Bauarbeiten auf dem Reichsparteitagsgelände in Nürnberg die Errichtung des 58 Hektar großen „Märzfeldes“. Auf ihm sollten Schaumanöver der Wehrmacht während der Reichsparteitage präsentiert werden. Es lag im Nordwesten des heutigen Stadtteils Langwasser und wurde nur zur Hälfte fertiggestellt.